# فرسان المائدة المستديرة

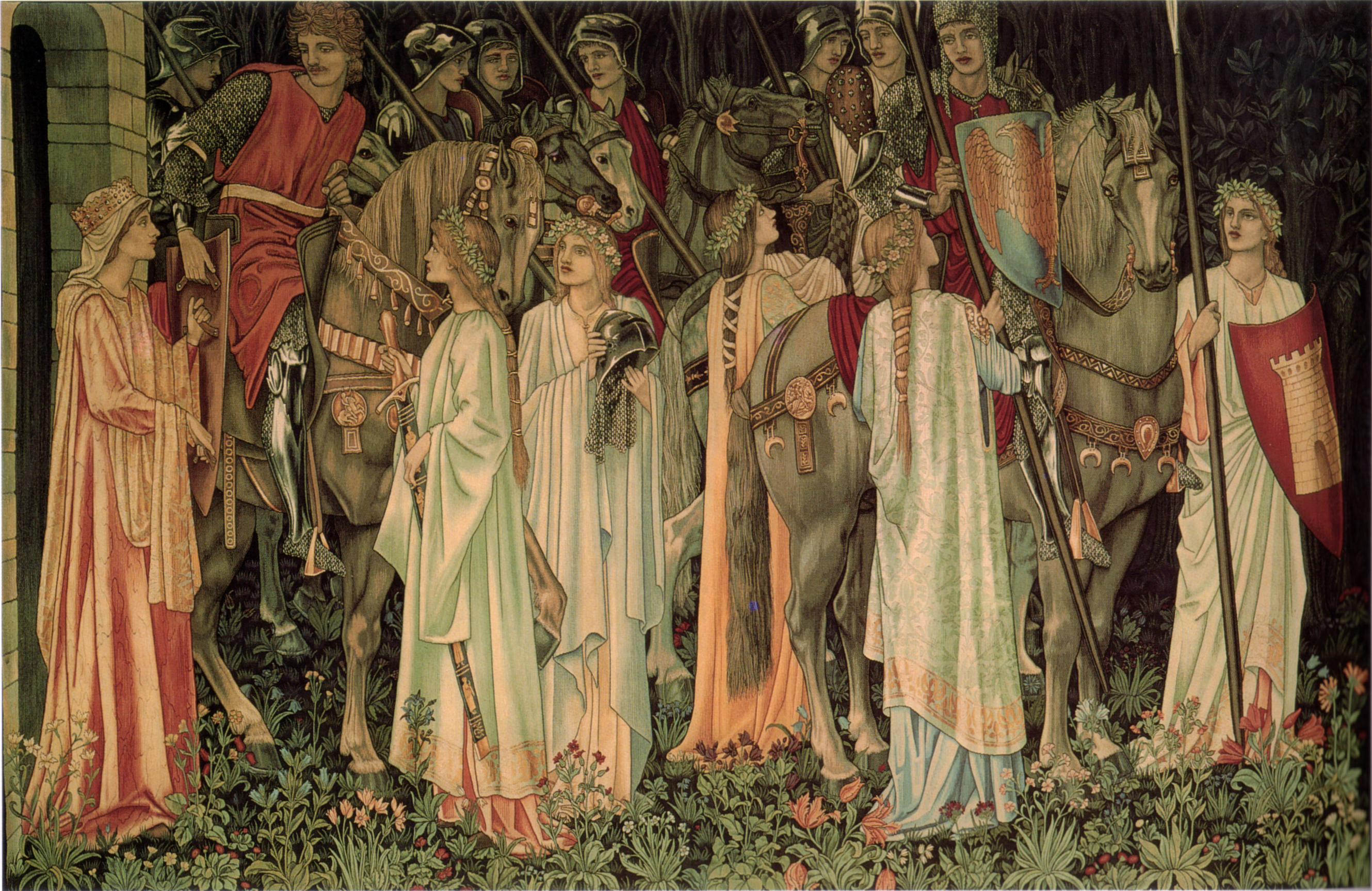
تسليح ومغادرة الفرسان. واحدة من المنسوجات التي تعود إلى القرن التاسع عشر تحت عنوان الكأس المقدسة من تصميم إدوارد بيرن جونز وويليام موريس وجون هنري ديرل

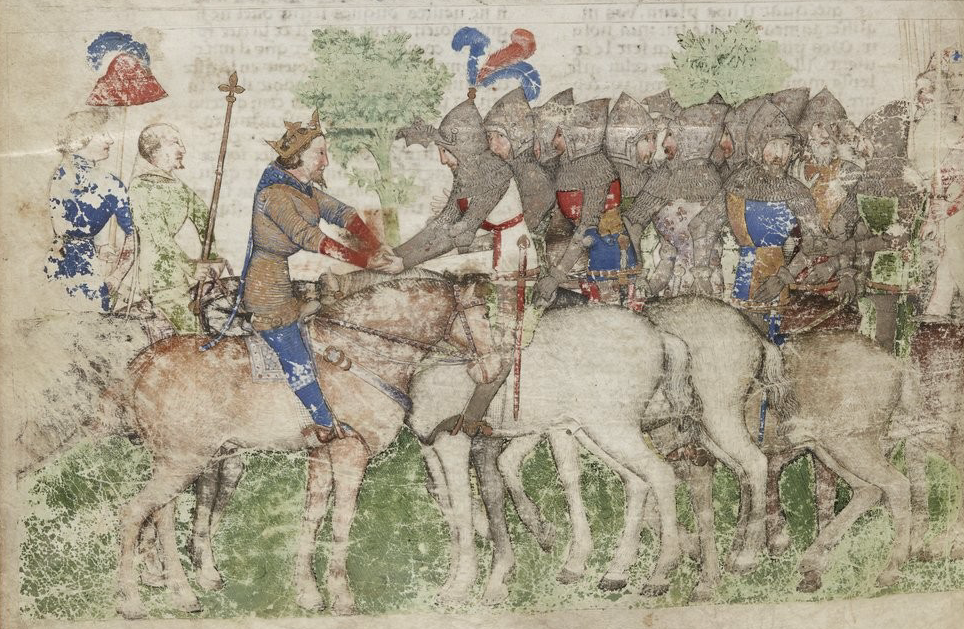
الملك آرثر وفرسانه في مخطوطة إيطالية من القرن الرابع عشر لمهمة البحث عن الكأس المقدسة من كأس لانسلوت

فرسان المائدة المستديرة (الويلزية: Marchogion y Ford Gron، الكورنية: Marghekyon an Moos Krenn، البريتانية: Marchegien an Daol Grenn) هم فرسان في إسطورة الملك آرثر، وقد ظهروا لأول مرة في الأدب في منتصف القرن الثاني عشر. في الجزء المشتق من أسطورة آرثر الفرنسية، يُكلف الفرسان بضمان سلام المملكة وقيادة البحث عن الكأس المقدسة الأسطورية لاحقًا. المائدة المستديرة هي المكان الذي يلتقي فيه شخصيات الأسطورة وهو رمز المساواة بينهم. قدمت القصص المختلفة أعدادًا متفاوتة من الفرسان، تتراوح من عشرة فقط إلى ما يصل إلى مائة أو أكثر. بيديفير وجاوين وكاي هم أقدم الشخصيات المرتبطة بآرثر. كان جاوين أيضًا واحدًا من أكثر الشخصيات شعبية باستمرار، إلى جانب لانسلوت وبرسيفال وتريستان، وقد ظهر كل منهم كبطل في أعمال متعددة من قصص الفروسية الرومانسية. من بين الأعضاء المشهورين الآخرين جالاهاد، الفارس الأكثر مثالية، حيث حل محل بيرسيفال باعتباره الفائز بالكأس، والخائن موردريد. في نهاية حكاية آرثر النثرية، بما في ذلك في Le Morte d'Arthur، تنقسم المائدة المستديرة إلى فصائل متحاربة بعد الكشف عن خيانة الملكة غوينيفير لآرثر مع لانسلوت.
ووفقًا للتراث، فإن غوينيفير تمتلك أيضًا نظامها الخاص من المحاربين الشباب الذين يخدمونها شخصيًا، والمعروفين باسم فرسان الملكة. كما تحدثت بعض الروايات الرومانسية عن فرسان الطاولة القديمة لوالد آرثر والحاكم السابق أوثر بندراغون.

## اشتقاق الكلمة
اشُتقّ اسم «المائدة المستديرة» من حدث تاريخي أو أسطوري يتّصل بسيرة الملك آرثر الإنجليزي الذي أعدّ مائدة مستديرة ليجلس حولها مجموعى من الفرسان يمثّلون زعماء المملكة دون أن يكون لواحد منهم ما يميّزه عن غيره حتى تنتفي بينهم المنافسة.

## القصة وتاريخها
وورد ذكر المائدة أو الطاولة المستديرة لأول مرة في قصص كتبت في القرون الوسطى عن الملك آرثر وفرسانه، كانوا يجتمعون حول المائدة المستديرة ويتشاورون وياكلون، وكانت مستديرة حتى يتجنبوا مقاتلة بعضهم وذلك لان كل واحد فيهم يبدوا في مرتبة أعلى من زملائه، وقصة المائدة المستديرة خيالية شان كل اساطير ارثر، ولكن شخصية آرثر كانت حقيقية..
وقد أوحت المائدة المستديرة ببعض ما صدر من أفضل الكتابات الإنجليزية في العصور الوسطى. وتتمثل واحدة من أفضل الروايات الإنجليزية عن آرثر وفرسانه، في موت الملك آرثر (1470م)، وهي مجموعة من القصص عن الفرسان وبطولاتهم، كتبها وأعاد كتابتها السير توماس مالوري. وفي كتابات العصور الوسطى، كانت قصص الفرسان وبطولاتهم المعروفة باسم الرومانس، عملاً طويلاً من أدب الخيال، يقدم وصفًا للمغامرات المثيرة لأحد الأبطال.
كان الفرسان في كتابات العصور الوسطى يعتبرون عضوية المائدة المستديرة شرفًا كبيرًا. فكان شجعان الرجال يأتون إلى بلاط الملك آرثر، من بلدان كثيرة، على أمل أن يتم اختيارهم لهذه العضوية. نتيجة لما يتمتع به الفارس من مزايا اخلاقية متميزة..
- كانت الفروسية الإقطاعية قائمة على تبعية الفارس للسيد وبالتالي تطالب هذه الفروسية الفارس أن يكون مخلصا لسيده، يقاتل في سبيله بشجاعة وإقدام، فالرجل الذي جعل القتال مهنته الأولى لا بد ان يكون شجاعا شديد البأس في المعركة، وكذلك القائد البارع يجب ان يتصف بالرزانة والحكمة والتعقل إلى جانب الشجاعة، ولكي تكون الحرب أكثر قبولا عند المشتركين فيها نشأت لديهم مجموعة من القيم منها: لا يجوز مهاجمة فارس غير مسلح، بل ينبغي أن يتاح له الوقت الكافي لارتداء درعه وتجهيز نفسه للقتال، ونشأ أيضا العرف الذي يعد الفارس الأسير ضيفا..
- أما الفروسية الدينية، فإنها تمثل مفهوم الكنيسة عند الفارس المثالي، لقد طالبت الفارس بأن يكون مسيحيا تقيا، غرضه في الأساس ان يحمي الكنيسة ويدافع عن عقيدتها، كذلك طالبته بأن يبتعد عن ارتكاب الجرائم بمختلف أنواعها، وبأن يرعى الضعفاء والعجزة ويحميهم.
- أما فروسية الغزل والعشق، فقد طالبت الفارس باحترام المرأة وحمايتها، ففي النصف الثاني من القرن الحادي عشر ظهر في جنوب فرنسا شعراء اتخذوا اسم التروبادور، وأخذو يمجدون في قصائدهم الغزلية السيدات، وأصبح الفارس المتيم بسيدة لا يفكر في شيء سوى العمل على إرضائها وجلب السرور لها ولم يمجد شعراء التروبادور المرأة فحسب بل جعلوها في مرتبة أعلى من مرتبة الفارس المحب المتواضع.

## عدد الأعضاء
يختلف عدد فرسان المائدة المستديرة (بما في ذلك آرثر) وأسمائهم اختلافًا كبيرًا اعتمادًا على النص. قد يتراوح الرقم من عشرة فقط إلى 1600 (كما ادعى لايامون). الأكثر شيوعًا  أن هناك ما بين 100 إلى 300 مقعدًا على الطاولة، وغالبًا ما يكون هناك مقعد واحد فارغ، محجوز بواسطة مرلينللفارس الذي سينجح يومًا ما في بحثه عن الكأس المقدسة. (تم اختيار 300 مقعد أيضًا بواسطة إدوارد الثالث ملك إنجلترا عندما قرر إنشاء ترتيب المائدة المستديرة الخاص به في قلعة وندسور في 1344 ). في العديد من الإصدارات، بما في ذلك أشهر رواية اليوم من Le Morte d'Arthur بواسطة توماس مالوري (بعد سلسلة Vulgate Lancelot)، يوجد أكثر من مائة عضو، كذلكقد يكونون 140 وفقًا لكل من مالوري نسخة  وهارتمان فون أوه. تشير بعض المصادر إلى أرقام أصغر بكثير، مثل 13 في رواية ديدوت بيرسيفال " Didot Perceval"،50 في ملحمة ميرلين (تحتوي النسخة الموسعة على 250)،60 نسبة لـ جان دي أوتريميوز،  أو أعلى، 366 في كل من قصتي Perlesvaus،Chevaliers.

## قوائم جزئية
| فرسان المائدة المستديرة     | فرسان المائدة المستديرة                                                                                               | فرسان المائدة المستديرة                                                           | فرسان المائدة المستديرة | فرسان المائدة المستديرة |
| الأسم                       | أسماء أخرى | مقدمة                                                                             | أعمال أخرى من العصور الوسطى | ملاحظات |
| --------------------------- | --- | --------------------------------------------------------------------------------- | --- | --- |
| أكولن                       | السير أكولن من بلاد الغال                                                                                             | سلسلة ما بعد فولغيت، القرن الثالث عشر                                             | موت آرثر (بالفرنسية: Le Morte d'Arthur) | عشيق مورغان لو فاي، قُتل بطريق الخطأ في مبارزة مع آرثر.                                                                              |
| أغلوفال                     | أغلوفال، السير أغلوفال دي جاليس                                                                                       |                                                                                   | حياة السير أغلوفال دي جاليس | الابن البكر للملك بيلينور. |
| أغرافين                     | أغرافين |                                                                                   | كأس لانسلوت (بالأنجليزية: Lancelot-Grail)، موت آرثر                                                                                              | الابن الثاني للملك لوط (ملك لوثيان أو أوركني) وأخت آرثر مورغوس.                                                                     |
| آرثر                        | آرثر بندراجون، أرتوروس، الملك آرثر                                                                                    | قصيدة Y Gododdin، القرن السابع                                                    | العديد | ملك البريطانيين، حاكم لوجر وسيد كاميلوت.                                                                                            |
| باغديماجوس                  | |                                                                                   | لانسلوت، فارس العربة، سبعينيات القرن الثاني عشر                                                                                                  | والد ميليغانت وحاكم غور. |
| بيديفر                      | (الويلزية: Bedwyr، الفرنسية: Bédoier) بيدفير                                                                          | Pa Gur yv y Porthaur، القرن العاشر                                                | فيتا كادو، كولهوتش وأولوين، مقاطع شعرية من القبور، الثلاثيات الويلزية، تاريخ ملوك بريطانيا، موت ارثر، وعدة أخريات                                | عودة إكسكاليبر إلى سيدة البحيرة؛ شقيق لوكان.                                                                                        |
| بروس الأصغر                 | |                                                                                   | | ابن بورس الأكبر، والد إيليان الأبيض؛ خليفة آرثر في بعض الإصدارات.                                                                   |
| برونور                      | Breunor le Noir، La Cote Male Taile ("المعطف ذو الشكل السيء")                                                         |                                                                                   | | الفارس الذي يرتدي معطف والده المقتول؛ شقيق دينادان ودانيال.                                                                         |
| كادور                       | (باللاتينية: كادوريوس)                                                                                                |                                                                                   | تاريخ ملوك بريطانيا، حلم رونبوي | نشأت غوينيفير كقاصر تحت وصايتها، وصف في بعض الأعمال بأنها ابنة عم آرثر "cousin".                                                    |
| كالوغرينانت                 | كولغريفينس | ييفين، فارس الأسد، سبعينيات القرن الثاني عشر                                      | موت آرثر | قريب السير ييفين. |
| كارادوك                     | (باللاتينية: Caractacus) (الويلزية: Caradog Freichfras، تعني كارادوك ذو الذراع القوية) (بالفرنسية: Carados Briefbras) |                                                                                   | (بيرسيفال، قصة الكأس)، مابينوغون | تمرد على آرثر عندما أصبح ملكًا لأول مرة، لكنه دعمه لاحقًا. أحيانًا يوجد شخصيتان: كارادوك الأكبر (ملك) وكارادوك الأصغر (فارس).          |
| كلودين                      | |                                                                                   | كأس لانسلوت، موت آرثر | الابن الفاضل للملك الشرير كلوداس.                                                                                                   |
| قسطنطين الثالث ملك بريطانيا | | تاريخ ملوك بريطانيا، ثلاثينيات القرن الثاني عشر.                                  | موت آرثر | ابن عم آرثر وخليفته على العرش؛ ابن كادور.                                                                                           |
| داغونيت                     | |                                                                                   | | مهرج آرثر. |
| دانيال فون بلومنتال         | | دانيال الوادي المزهر (بلألمانية: Daniel von dem blühenden Tal)،1220. رواية فروسية | | فارس وجد في فرع ألماني مبكر من أسطورة آرثر.                                                                                         |
| دينادان                     | | تريستان في النثر، ثلاثينيات القرن الثالث عشر                                      | موت آرثر | ابن السير برونور الأكبر. |
| إيكتور                      | هيكتور، أنتور، إيكتوريوس                                                                                              | كأس لانسلوت، أوائل القرن الثالث عشر                                               | موت آرثر | يربي آرثر وفقًا لأمر مرلين؛ والد كاي.                                                                                                |
| إيليان الأبيض               | (بالفرنسية: Helyan le Blanc)                                                                                          |                                                                                   | | ابن بورس |
| إريك                        | | غير واضح؛ أول ظهور أدبي كان كـإريك في إريك، إنيد، 1170                            | ثلاث رومانسيات ويلزية، غيرانت وإنيد | ابن الملك لاك. |
| اسكلبر                      | |                                                                                   | | الملك المسلم المنفي؛ والد بالاميديس، سافير وسيجواريدس.                                                                              |
| فيرفيز                      | | بارزيفال فولفرام فون اشنباخ، أوائل القرن الثالث عشر                               | | أخ غير شقيق لبيرسيفال؛ ابن شقيق آرثر.                                                                                               |
| غاريس                       | |                                                                                   | موت آرثر | ابن الملك لوط ومورغوس، شقيق جاوين وأغرافين وغاريث، والأخ غير الشقيق لموردريد.                                                       |
| غالاهاد                     | | كأس لانسلوت، أوائل القرن الثالث عشر.                                              | سلسلة ما بعد فولغيت، موت آرثر | ابن غير شرعي للسير لانسلوت، إيلين كوربينيك. الفائز الرئيسي بالبحث عن الكأس المقدسة.                                                 |
| غاليهولت                    | جاليهالت، جاليهوت | كأس لانسلوت، أوائل القرن الثالث عشر.                                              | | ملك أجنبي نصف عملاق، عدو سابق لآرثر والذي أصبح قريبًا من لانسلوت.                                                                    |
| جالتشين                     | جالشين | سلسلة فولغيت                                                                      | | ابن إلين غارلوت والملك نينتريس؛ ابن شقيق آرثر.                                                                                      |
| غارث                        | بومين |                                                                                   | موت آرثر | ابن الملك لوط ومورجوس. مغرم بالليدي ليونيس.                                                                                         |
| جاوين                       | (باللاتينية: Walwanus, بالويلزية: Gwalchmai, بلأيرلندي: Balbhuaidh)                                                   | كولهوتش وأولوين، القرن الحادي عشر                                                 | كونتي دو غرال، سلسلة كأس لانسلوت، سير غواين والفارس الأخضر، نثريات ترستين، موت آرثر والعديد من القصص الرومانسية القصيرة باللغة الإنجليزية الوسطى | ابن آخر للملك لوط ومورجوس؛ والد غينغالين.                                                                                           |
| جيراينت                     | |                                                                                   | جيرانت وإيند | عشيق إيند |
| غينغالين                    | غوينغلاين، غليغلوا، ويغالويس والمجهول الجميل.                                                                         |                                                                                   | المجهول الجميل (بالفرنسية:Le Bel Inconnu) | ابن جاوين. |
| جورنيمنت                    | جورنيمانز | بيرسيفال، قصة الكأس                                                               | بارزيفال | معلم بيرسيفال. |
| Griflet                     | جيرفليت، جوفر |                                                                                   | جوفر | ابن عم لوكان وبيديفير. |
| هيكتور دي ماريس             | إيكتور دي ماريس |                                                                                   | السعي للكأس المقدسة (بالفرنسية: Quest du Saint Graal) (سلسلة فولغيت)                                                                             | أخ غير شقيق للانسلوت، ابن الملك بان؛ بورس وليونيل يكونون أبناء عمومته.                                                              |
| هول                         | (بالويلزية: Howel، Hywel)                                                                                             |                                                                                   | حلم رونبوي، جيريانت وإنيد | ابن الملك بوديك ملك بريطانية؛ والد القديس تودول.                                                                                    |
| كاي                         | (بالويلزية: Cai، باللاتينية: Caius)                                                                                   | Pa Gur yv y porthaur? القرن العاشر                                                | العديد | ابن إكتور، الأخ بالتبني لآرثر. |
| لامورك                      | | تريستان في النثر، 1235                                                            | سلسلة كأس لانسلوت | ابن الملك بيلينور، شقيق تور وأغلوفال وبيرسيفال وديندرين؛ عشيق مورجوس.                                                               |
| لانسلوت                     | لانسلوت دو لاك، لانسلوت أوف ذا ليك (لانسلوت البحيرة)، لونسيلوت                                                        | إريك وإنيد، 1170                                                                  | لانسلوت، فارس العربة، كأس لانسلوت، وغيرهم الكثير                                                                                                 | ابن الملك بان من فرنسا، إشتهر لعلاقته مع الملكة غوينيفير، والد جالايد؛ أبرز فرسان المائدة المستديرة في الروايات الرومانسية اللاحقة. |
| لانفال                      | لانديفال، لونفول، لامبويل                                                                                             | لانفال ماري دي فرانس، أواخر القرن الثاني عشر                                      | السير لاندفيل، السير لونفال، السير لامبويل | عدو غوينيفير. |
| ليوديغرانس                  | ليوندغرانس |                                                                                   | | والد غوينيفير، ملك كاميليارد. |
| لايونيل                     | |                                                                                   | كأس لانسلوت، أوائل القرن الثالث عشر. | ابن الملك بورس من بلاد الغال وشقيق بورس الأصغر.                                                                                     |
| لوكان                       | السير لوكان الخادم |                                                                                   | موت آرثر | خادم الملك آرثر؛ شقيق بيدفير، ابن عم جريفليت.                                                                                       |
| مالاجانت                    | مالياغانت، ميليغانت، وربما ميلواس                                                                                     | غير واضح، ظهرت شخصية مشابهة تُدعى "ميلواس" في القرن الثاني عشر حياة جيلداس         | كأس لانسلوت، سلسلة ما قبل فولغيت، موت آرثر | خاطف غوينيفير. |
| موردريد                     | مودريد (بالويلزية: Medrawd، باللاتينية: Medraut)                                                                      | Annales Cambriae، 970                                                             | العديد | في قصص المائدة المستديرة، ابن آرثر غير الشرعي من خلال مورغوس.                                                                       |
| مورولت                      | مارالت، مورولد، ماروس                                                                                                 | قصائد تريستان لبيرول وتوماس بريطانيا، القرن الثاني عشر                            | قصائد تريستان لإيلهارت فون أوبيرج، غوتفرايد فون ستراسبورغ، تريستان في النثر، سلسلة ما بعد فولغيت، موت آرثر                                       | الفارس الايرلندي منافس تريستان وعم ايزولت.                                                                                          |
| مورين                       | موريان | الرومانسية الهولندية موريان، القرن الثالث عشر                                     | | نصف موريوني ابن أغلوفيل. |
| بيلياس                      | بيلياس | سلسلة ما قبل فولغيت، ثلاثينيات القرن الثالث عشر                                   | موت آرثر | مغرم بـإتار، عشيق نيمو لاحقًا. |
| بيلينور                     | |                                                                                   | كأس لانسلوت، سلسلة ما قبل فوجيت | ملك لايسنواز وصديق لآرثر. |
| برسيفال                     | (بالويلزية: Peredur)، بارزيفال                                                                                        | كـ بيرسيفال، إريك وإنيد، 1170                                                     | بيرسيفال، قصة الكأس، كأس لانسلوت، والعديد | الفائز بالكأس المقدسة. ابن الملك بيلينور في بعض الحكايات.                                                                           |
| سافير                       | |                                                                                   | موت آرثر، تريستان في النثر | ابن للملك اسكلابور. شقيق سغوارديسو بالميدس.                                                                                         |
| ساغرامور                    | Sagramor |                                                                                   | كأس لانسلوت، تريستان في النثر، سلسلة ما بعد فولغيت، موت آرثر                                                                                     | فارس المائدة المستديرة في كل مكان؛ يتم تقديم قصص وأصول مختلفة له.                                                                   |
| سيجواريدس                   | |                                                                                   | موت آرثر، تريستان في النثر | ابن اسكلبر. شقيق سافير وبالميدس. |
| تور                         | |                                                                                   | موت آرثر | ابن الملك آرس، تبناه بيلينور. |
| تريستان                     | ((لاتيني / بريثوني: Drustanus؛ الويلزية: Drystan؛ البرتغالية: Tristão؛ الإسبانية: Tristán) تريستران، تريسترام، إلخ.   | رومان دي تريستان في Beroul                                                        | موت آرثر، تريستان في النثر، ما قبل فولغيت | ابن الملك مارك أو قريبه، عشيق إيزولت.                                                                                               |
| أورين                       | أورينز | شخصية تاريخية                                                                     | الثلاثيات الويلزية | ملك غور، والد إيفان وزوج مورغان لو فاي.                                                                                             |
| يفين                        | (بالويلزية: Owain) Ywain, Ewain or Uwain                                                                              | بناء على الشخصية التاريخية أوين ماب أورين                                         | تاريخ البريطانيون، يفين، فارس الأسد | ابن الملك أورين. |
| يفين اللقيط                 | يوين المغامر، أوين لو أفوتريس                                                                                         |                                                                                   | | ابن غير الشرعي لرين. |

علاوة على ذلك، كان هناك العديد من الفرسان الآخرين. على سبيل المثال، في سرد مالوري الأصلي  جزء "Healing of Sir Urry" في مخطوطة وينشستر من موت آرثر ظهر أيضًا: 
- ملك إيرلندا آنغوش
- إيرل أرستانس
- سير إزرايل
- سير آروك
- سير أسكامور
- سير بالان (شقيق السير بالين، الذي قتله بالصدفة في مبارزة ارتدى فيها كلاهما الخوذ ولم يعرفا من يقاتلان)
- السير بارانت لو أبريس (المعروف أيضًا باسم الملك صاحب المائة فارس)
- السير بيليانس لو أورغولوس
- السير بلامور دي جانيس
- السير بلوبيريس دي جانيس
- السير بوهارت لو كيور هاردي (ابن الملك آرثر)
- سير برانديليس
- سير بريان دي ليستينواز
- ملك اسكتلندا كارادوس
- سير كاردوك
- دوق كالانس من كلارنس
- سير كلاروس سيد كليرمونت
- سير كليجيس
- سير كلودروس
- سير كولغريفانس
- سير كروسليم
- سير داماس
- ملك نورثمبرلاند كلاريان
- ديغريف سانز فيلايني (قاتل مع عملاق بلاك لوي)
- سير ديجريفانت
- سير ديناس لو سينيشال دي كورنوال
- سير ديناس
- سير دوديناس لو سافاج
- سير دورنار
- سير دريان
- سير إدوارد من أوركني
- سير إيبينوجريس (ابن كلارينس ملك نورثمبرلاند)
- سير فيرغوس
- سير فلورنس (ابن جاوين من أخت السير برانديليس)
- سير غالانتين
- سير جاليودين
- سير جاليرون من غالواي
- سير جوتر
- سير جيليمر
- سير جرومور جرومورسون
- سير جومريت لو بيتي
- سير هاري لو فيلس ليك
- سير هيبس (ليس هيبس لو رينوون)
- سير هيبس لو رينوون
- سير هكتيمير
- سير هيليان لو بلانك
- سير هيرميندي
- سير هيرفيس دي لا فورست سافاج
- سير أيرونسايد (فارس الأراض الحمراء)
- سير كاي ليسترانج
- إيرل لامبايل
- سير لامبيغوس
- سير لامييل
- سير لافين
- سير لوفيل
- سير (ابن جاوين من أخت السير برانديليس)
- سير مادور دي لابورت
- سير مروك (الذي حولته زوجته إلى مستذئب)
- سير ميلياس دي ليل
- سير ميليون الجبل
- سير ميليو (أو ميليوت) دي لوجريس
- سير مينادوك
- سير مورغانور
- الملك نيترس من غارلوت
- سير نيروفيوس
- سير أوزانا لو كور هاردي
- سير بيريمونس
- سير (شقيق بيرسانت وبيرتوليب؛ يسمى الفارس الأحمر)
- سير بيرسانت
- سير بيرتوليبي
- سير بيتيباس من وينشلسي
- سير بلين دي فورس
- سير بلينوريوس
- سير برياموس
- سير رينولد
- سير سادوك
- سير سيليسيس من دولوروس تور
- سير سينترايل
- سير سيفيروس لو بريوز (معروف برفضه المعارك مع الرجال لصالح العمالقة والتنانين والوحوش البرية)
- سير سوبينابيلس
- إيرل أولباوز
- سير اوري
- سير فيليارس الشجاع

على العكس من ذلك، فإن طاولة وينشستر المستديرة تضم فقط السيرز ألينور بيدوير، بلوبتليس، بورس دي جانيز، برومير، داجونيت، ديجور، إكتورد ماريز، غالاهالت، غاريث، جاوين، كاي، لاموراك، لاونسيلوت ديولاكي (لانسلوت دو لاك)، لاكوتيمال تايل، لوكان، ليبيوس ديلسكونيوس، ليونيل، موردريد، بلوميد، بيليوس، بيرسيفال، صافر، وتريسترام ديلينز ليصبح المجموع 24 فقط (بدون عد آرثر).

## أعضاء مختارون

### أغلوفال
أغلوفال دي غاليس، هو الابن الأكبر الشرعي للملك بيلينور من غاليس (ويلز)، والذي تم تقديمه في فولغيت لانسلوت. وكوالده والعديد من إخوته بما في ذلك لاموراك وبيرسيفال وتور، فهو أيضًا فارس من فرسان المائدة المستديرة. غالبًا فهو الأخ المفضل لبيرسيفال، بطل الكأس المقدسة الأصلي. ووفقًا لـ سلسلة ما قبل فولغيت وموت آرثر لتوماس مالوري، فهو أول من جلب بيرسيفال إلى كاميلوت ليتم منحه لقب فارس. مات أغلوفال عن طريق الخطأ على يد جاوين أثناء البحث عن الكأس المقدسة. ومع ذلك، فإن كتاب ما قبل فولغيت يحولها إلى جريمة قتل متعمدة، وهي جزء من ثأر عشيرة أوركني الطويلة لموت الملك لوط، مؤكدة أن بيرسيفال كان سينتقم لأخيه لو عرف الجاني فقط. تم ذكر أغلوفال عدة مرات فقط قبل أن يظهر هو وتور بين الفرسان الذين اتهمهم الملك آرثر بالدفاع عن إعدام الملكة غوينيفير وقتل كلاهما عندما قام لانسلوت ورجاله بإنقاذ الملكة. يظهر أغلوفالبشكل بارز في الرومانسية الهولندية Morien. يزور أغلوفال الأراضي المغاربية حيث يلتقي بأميرة مسيحية سوداء جميلة ويحمل معها بطفل. عاد إلى أراضيه، وبعد ثلاثة عشر عامًا، جاء ابنه موريان ليجده. بعد عدد من المغامرات، تم لم شمل الأب والابن وعاد كلاهما إلى بلد موريان لاستعادة أراضيهم المشروعة.
في الفن المعاصر، أغلوفال هو بطل رواية كليمنس هاوسمان عام 1905 «حياة السير أغلوفال دي جاليس». يعطيه كتاب تي. إتش. وايت The Once and Future King صورة محببة بشكل خاص.

### بلوبيريس
بلوبيريس دي جانيس هو إحدى فرسان المائدة المستديرة من بلاد الغال أو ربما من فان، وقد ذكره لأول مرة من قبل كريتيان دي تروا في إريك وإندي باسم بلوبيريس "Bliobleheris". كما ظهر بأشكال مختلفة من هذا الاسم في العديد من الأعمال مثل برسيفال باسم بلهيريس، وفي موت آرثر باسم بلوبيريز وغيرها. يُعتقد أن اسمه مشتق من راوي القصص الويلزي في القرن الثاني عشر المعروف باسم بليدريكوس أو بلهيريس (وربما الشاعر الويلزي بليدري أب كاديفور ، والذي ورد ذكره في العديد من النصوص. يظهر بلوبيريس كشخصية رئيسية في الروايات الرومانسية الفرنسية اللاحقة، حيث يكون أحد أبناء عمومة البطل لانسلوت باعتباره ابن نيستور (دي جونس)، والابن بالمعمودية لوالد لانسلوت الملك بورس. في كأس لانسلوت وكتاب آرثر "Livre d'Arthur" وآرثر وميرلين، يقاتل بلوبيريس مع شقيقه من أجل آرثر في الحروب ضد الملوك المتمردين في بيدجرين، وضد الساكسونيين في كاميليارد، وضد الملك كلوداس في ويستلاند، آخرهم أكسبه لقب "of the Wasteland" (de la Deserte). في كل من إصدارات ما بعد فولغيت، وكذلك في «تريستان في النثر»، يشارك في مهمة البحث عن الكأس المقدسة. مالوري جعله سيد قلعة غانيس في بريطانيا. في كأس لانسلوت والأعمال التي تستند إليها، جعله لانسلوت في النهاية دوق بواتييه لأدواره في إنقاذ غوينيفير، وبعد ذلك كان بلوبيريس أحد قادة فصيل لانسلوت في حربهم ضد آرثر وجاوين. في سلسلة ما بعد فولغيت، عاد إلى بريطانيا ووصل إلى سالزبوري بعد المعركة لتدمير جثة موردريد وبناء برج الموتى. أثناء البحث عن لانسلوت، التقى بنجل آرثر التواق للإنتقام «آرثر الأصغر»، فيَقتُله بلوبيريس دفاعًا عن النفس. يعثر بعدها على لانسلوت في دير مع رئيس أساقفة كانتربري السابق، وينضم إليهم. بعد وفاة لانسلوت، دفن بلوبيريس جثته في قلعة جويوس غارد (Joyeuse Garde). في كتاب مالوري، يعيش بلوبيريس وشقيقه كرهبان مع لانسلوت وبقية أقاربه، ثم يغادرون في حملة صليبية ويموتون معًا في معركة في القدس.

### كالوغرينانت
يُعد كالوغرينانت، الذي يُعرف أحيانًا باللغة الإنجليزية باسم Colgritality، أحد أقرباء ييفين، وقد عُرفت بلباقته وفصاحته في جميع أنحاء المملكة. ظهر كالوغرينانت لأول مرة في (ييفين، فارس الأسد لكريتيان دي تروا)، وهو يروي قصة لمجموعة من الفرسان والملكة غوينيفير عن مغامرة خاضها في غابة بروسيلياند، حيث سمع عن نبع سحري في تلك الغابة يتطيع خلق عاصفة هائلة كلما سكب شخص ما مياهه في حوض قريب. وصل كالوجرنانت إلى النبع واستدعى العاصفة، وبعد ذلك هاجمه فارس يُدعى إسكلادوس لإحداث مثل هذا الفوضى، يهزم إسكلادوس كالوجرينانت بذكاء، لكنه لم يقتله. يشعر إيفان، ابن عم كالوجرنانت، بالضيق لأن كالوجرنانت لم يخبره أبدًا بهذه الهزيمة، وينطلق للانتقام منه، ويشرع في المغامرة التي تشكل بقية الأحداث في الرواية. تم اشتقاق شخصيته من البطل الأسطوري الويلزي Cynon ap Clydno، وعادة ما يكون عاشق أخت أوين «مورفيد». يظهر كالوغرينانت لاحقًا في سلسلة كأس لانسلوت كفارس متفوق. يموت كالوغرينانت أثناء مهمة البحث عن الكأس المقدسة أثناء محاولته منع ليونيل من قتل شقيقه بورس. كان بورس قد واجه معضلة حول من ينقذه بين شقيقه ليونيل، الذي يتعرض للضرب بالأشواك من قبل فارسين مارقين، وعذراء تم اختطافها للتو، فيختار العذراء على أخيه. لم يكن ليونيل مسرورًا بهذا، فيهاجم بورس في المرة التالية التي يرآه فيها. حاول ناسك ديني التدخل، لكنه قُتل عن طريق الخطأ في هذه العملية، وتدخل كالوجرينانت ويموت ذبحا إثناء هذا، ويستمر بمطاردة بورس حتى يتدخل الإله ليجعله بلا حراك. يروي توماس مالوري مشهد موت كالوجرنانت في كتابه موت آرثر، ولكنه يتضمن أيضًا مشهدًا آخر لاحقًا في السرد. على الرغم من وفاته في مهمة البحث عن الكأس، فقد ظهر كواحد من اثني عشر فارسًا ساعدوا أغرافين وموردريد في محاصرة لانسلوت وغوينيفير معًا. لا يمتلك لانسلوت درعًا أو أسلحة، ولكنه يتمكن من سحب كالوجرينانت إلى الغرفة ويقتله، ثم يستخدم سيفه لهزيمة بقية رفاق موردريد.

### كلودين
الأمير كلودين، هو نجل ملك الفرنجة كلوداس من الويستلاند (de la Deserte). ظهر في كأس لانسلوت وموت آرثر. كان والده شريرًا خلال فترة حكم الملك آرثر المبكرة، وهو عدو لحلفاء آرثر بان وبورس، لكن كلودين شاب فاضل ولا يريد أن يكون جزءًا من مخططات والده. يستسلم كلوداس في النهاية أمام آرثر ورفاقه، ويفقد مملكته، يذهب كلودين للبحث عن مغامرة في مكان آخر. في إصدار سلسلة فولغيت (كأس لانسلوت) نسخة مهمة البحث عن الكأس، كان رفيقًا لـ بورس الأصغر وغالاهاد وبيرسيفال.

### إيليان
إيليان الأبيض هو ابن بورس الأصغر. والدته هي كلير ابنة الملك برانديغوريس، التي خدعت بورس للنوم معها باستخدام خاتم سحري. يقال أحيانًا أن هذه هي المرة الوحيدة التي خالف فيها بورس نذره بالعفة. تم قبول إيليان لاحقًا كعضو في المائدة المستديرة، حيث عُرف بانه فارس ممتاز. مثل والده وبقية أفراد عائلته، يساعد إيليان ابن عمه لانسلوت في إنقاذ غوينيفير بعد انكشاف علاقتهما ثم ينضم إليه في المنفى.
كلير والدة إليان هي الأخت غير الشقيقة لساغرامور. والدتهم هي ابنة الإمبراطور الروماني الشرقي. وفقًا لسلسلة كأس لانسلوت، أصبح إليان في النهاية إمبراطورًا للقسطنطينية.
في الأعمال الحديثة، تم تصوير إليان الأبيض على أنه شقيق غوينيفير في المسلسل التلفزيوني لعام 2008 مرلين. ظهر كإليان فقط، ولعب دوره الممثل آديتوموا إيدون.

### إريك
يظهر إريك، ابن الملك لاك، في العديد من حكايات آرثر (لا سيما دورة ما بعد فولغيت)، لكنه اشتهر بأنه بطل الرواية الرومانسية الأولى لكريتيان دي تروا، إريك وإينيد. بسبب علاقة إريك وإنيد مع الويلزيين غيرانت وإنيد، غالبًا ما يتم الخلط بين إريك وغيرانت.
في قصة كر، يتيان يلتقي إريك بزوجته المستقبلية إيندي أثناء سعيه لهزيمة الفارس الذي أساء معاملة أحد خدام غوينيفير. يقع الاثنان في الحب ويتزوجا، لكن الشائعات انتشرت بأن إريك لم يعد يهتم بالفارس أو أي شيء آخر بجانب حياته المنزلية. تُحزِن هذه الشائعات إندي مما يجعل إريك يثبت قدراته، سواء لنفسه أو لزوجته، عن طريق الذهاب في رحلة طويلة ومتعرجة معه حيث يُمنع عليه التحدث مع إندي. تكسر الشروط عدة مرات لتحذيره من الخطر، وبعد عدد من المغامرات التي تثبت حبه وقدراته، يتصالح إريك وإندي. يرث إريك مملكة والده لاك عند موته.
في سلسلة ما بعد فولغيت ونسخة Guiron le Courteous، كان الملك لاك هو نفسه فارس للمائدة المستديرة. تحكي قصة البحث عن الكأس المقدسة عن مقتل لاك على يد أبناء أخيه الملك ديراك. ثم يتم قتل إريك على يد جاوين قبل أن يتمكن من محاولة استعادة مملكة والده من حكمهم.

### اسكلبر
اسكلابور هو سيد بابل أو الجليل الوثني في أسطورة آرثر. وهو والد بالامديس وسافير وسيجواريدس، من بين آخرين. أثناء زيارته لروما، أنقذ حياة الإمبراطور الروماني، ثم ذهب إلى "Arthur's Logres"، حيث أنقذ الملك بيلينور. يعتزل إسكلبر في النهاية في كاميلوت، ثم يذهب مع بالامديس وغالاهاد لمهمة البحث عن الكأس. بعد فترة وجيزة من التحول إلى المسيحية، وهو عمل ضروري للقبول الكامل في أخوة المائدة المستديرة،  ينتحر إسكلبر من حزنه عند سماعه بوفاة بالامديس على يد جاوين.

### غالشين
Galeschin هو ابن أخت الملك غير الشقيقة إيلين والملك نينترس من غارلوت. يظهر في قصة برج دولوريس في كأس لانسلوت، حيث يحاول هو وابن عمه ييفين إنقاذ جاوين من كارادوس الشرير ولكن يتم أسرهم أيضًا؛ تم إنقاذ الثلاثي في النهاية بواسطة لانسلوت. يشار إلى غالشين باسم دوق كلارنس،  وهي مفارقة تاريخية حيث لم يتم إنشاء دوقية كلارنس حتى عام 1362. على الرغم من ذكره في عدد من قصص آرثر الأخرى، فإن دور جالشين بسيط في النهاية. حيث يتم إنقاذه من قبل لانسلوت في مناسبات أخرى، بما في ذلك إنقاذه من وادي اللا عودة Val sans retour، وهو وادي سحري للجنية مورغان.
اشتق روجر شيرمان لوميس اسم غالشين من اسم غالفاريون Galvariun الموجود في قوس كنيسة مودينا الرومانية Modena Archivolt.

### غورنيمانت
كان غورنيمانت من غور معلم بيرسيفال. تم ذكره في عدد قليل من الروايات الرومانسية المبكرة، لكنه حقق شهرة في كتاب (برسيفال، قصة الكأس)، حيث يوجه البطل الشاب في طرق الفروسية. لغورنيمانت ابنة أخت هي بلانشيفلور، التي تزوجها بيرسيفال لاحقًا بعد أن نجح في الدفاع عن مدينتها ضد المعتدين. كما أعطاه ولفرام فون إشنباخ ثلاثة أبناء (جورزجي، ولاسكويت، وشينتفلورز)، بالإضافة إلى ابنة تدعى ليزي، تقع في حب بيرسيفال لكنه يرفض الزواج منها.
في الأعمال الحديثة، اشتهرت شخصيته باسم غورنيمانز Gurnemanz في أوبرا برسيفال لريتشارد فاغنر، والتي يعد فيها أحد أهم فرسان الكأس المقدسة.

### غريفليت

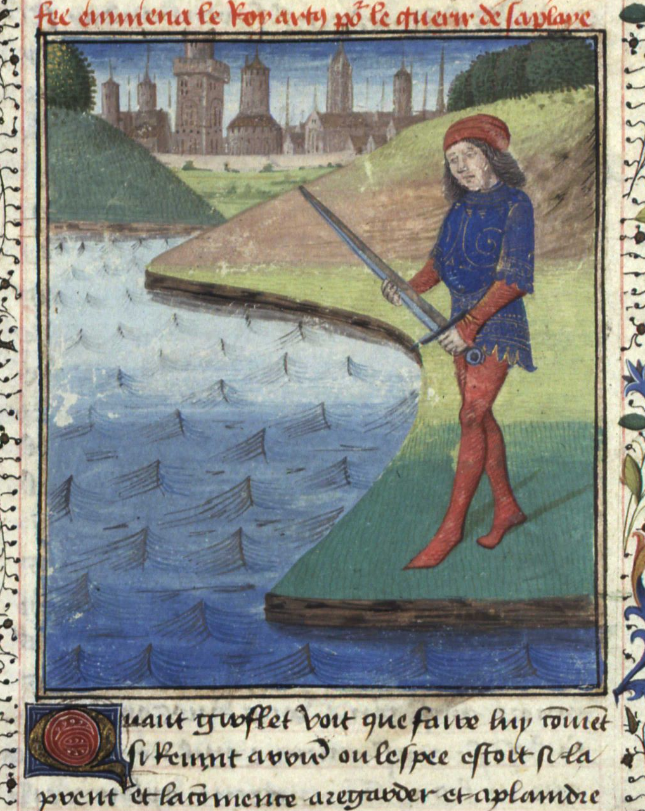
غريفليت يرمي إكسكاليبر في البحيرة في رسم توضيحي عام 1470 لرومانسية القرن الثالث عشر

غريفليت فارس من فرسان أسطورة آرثر. وهو بطل قصته الرومانسية : Jaufre، القصة الآرثرية الرومانسية الوحيدة الباقية المكتوبة باللغة الأكستانية.
في سلالسل روايات الفروسية الرومانسية الفرنسية، ظهر غريفليت لأول مرة كمرافق وأحد حلفاء الملك آرثر الأوائل. يُدعى ابن دو أو دون، وهو ابن عم لوكان وبيديفير. عندما حصل على لقب فارس، أصبح من أوائل فرسان المائدة المستديرة. Griflet هو أحد كبار مستشاري آرثر طوال حياته. وفقًا لسلسلة كأس لانسلوت كان أحد الناجين القلائل من معركة آرثر الأخيرة وطلب منه الملك المحتضر إعادة سيفه إكسكاليبر إلى سيدة البحيرة. مع ذلك، ففي موت آرثر، سير غريفليت هو أحد الفرسان الذين قتلوا على يد فريق إنقاذ لانسلوت عند إعدام غوينيفير، مما جعل ابن عم غريفليت، بيديفير الفارس الذي يأخذ سيف إكسكاليبر.
مثل العديد من الشخصيات الأخرى في الأسطورة الآرثرية، تكمن أصوله في الأساطير الويلزية. في هذه الحالة، هو الإله الصغير جلفيثوي فاب دون، الذي يظهر في ماث فاب ماثونوي Math fab Mathonwy، رابع الفروع الأربعة لإسطورة مابينوجي Mabinogi.

### هيكتور دي ماريس
هيكتور دي ماريس هو الأخ الأصغر غير الشقيق للانسلوت والابن اللا شرعي للملك بان والسيدة دي ماريس. بورس وليونيل هم أبناء عمومته. لا ينبغي الخلط بينه وبين إكتور Ector، والد كاي وأب آرثر بالتبني.
كانت مغامرات هيكتور باسم الملك آرثر كثيرة وواسعة النطاق. مع مورغانور، وكان هيكتور دي ماريس هو من رحب بتريستان في كاميلوت عند تعرضه لحادث غرق السفينة في مكان قريب. أنقذه شقيقه لانسلوت بعد سجنه من قبل توركين. يرد هيكتور الجميل من خلال إعادة اكتشاف فارس البحيرة المفقود بعد فترة جنونه، وأعاده إلى البلاط. من المعروف أنه أقام علاقة طويلة مع السيدة بيرس من نارو بوردرلاند، والتي قتل خطيبها من أجل أن يكون معها. أقام هيكتور في وقت لاحق علاقة مع ابن عم سيدة روستوك، قبل أن يتم لم شمله مع بيرس. يشارك هيكتور أيضًا في مهمة البحث عن الكأس، لكنه أحد الفرسان العديدين الذين ثبت أنهم غير جديرين بتحقيق الهدف. . في مهمة الكأس من سلسلة كأس لانسلوت، يسافر هيكتور وجاوين معًا عندما يريان رؤية حول «اليد السوداء Black Hand» المحفوفة بالمخاطر في روايات أخرى في سلسلة مهمة الكأس.
عندما يتم القبض على لانسلوت لعلاقته مع غوينيفير، يقف هيكتور إلى جانب أخيه غير الشقيق ويغادر البلاط معه. أصبح أحد كبار قادة فصيل لانسلوت، وشارك في معركة إنقاذ الملكة عند إعدامها، والدفاع عن قلعة لانسلوت، جويوس غارد. وككل عائلته، انضم إلى لانسلوت في فرنسا عندما طُردوا من مملكة آرثر، ويساعد في هزيمة الجيش بقيادة أبناء موردريد بعد معركة كاملان (سالزبري). ثم ينضم إلى شقيقه في دير رئيس أساقفة كانتربري، ويموت لاحقًا في حملة صليبية في الأرض المقدسة.

### لوكان
لوكان ذا بتلر، هو خادم للملك آرثر وابن دوق كورنيوس، شقيق بيدفير وابن عم جريفليت. كان هو وأقاربه من أوائل حلفاء آرثر في القتال ضد الملوك المتمردين مثل لوط وأورين وكارادوك، وظلوا رفاق الملك المخلصين طوال حياته. كان لوكان فارسًا قويًا وموثوقًا به في المائدة المستديرة وأحد رفاق الملك آرثر الأوائل. تولى منصب كبير الخدم الملكي، وهو منصب مهم مسؤول عن الأسرة المالكة بدلاً من أن يكون رجلًا في الخدمة. تغيرت واجبات «كبير الخدم» بمرور الوقت؛ كان من المفترض أن يكون لوكان مسؤولاً عن الديوان الملكي، إلى جانب بيديفير المارشال وكاي المشرف. دافع ببسالة عن حق آرثر في العرش في معركة بيدجرين وضد التمردات اللاحقة. كان يحضر دائمًا البطولات الملكية وتعرض مرة لأذى شديد من قبل تريستان لدرجة أنه اضطر ييفين لمرافقته إلى دير غانيس للحصول على المساعدة الطبية.
في معظم روايات موت آرثر، من سلسلة كأس لانسلوت إلى موت آرثر، يعد لوكان أحد الفرسان الأخير الذين بقوا إلى جانب الملك في معركة كاملان وعادة ما يكون آخر الفرسان الذين يموتون. ظل لوكان مخلصًا للملك آرثر طوال فترة الشقاق مع لانسلوت وعمل في بعض الأحيان كوسيط بينهما. وبالمثل، بقي بجانب الملك أثناء تمرد موردريد وحاول ثني آرثر عن هجومه الأخير على ابنه/ابن أخيه، لكنه لم ينجح وتلقى الملك جرحه المميت. أصيب نفسه بجروح خطيرة، وكان أحد الفرسان القلائل الذين تركوا في ميدان كاملان، إلى جانب شقيقه بيديفير. قلقًا بشأن اللصوص في ساحة المعركة، يحاول لوكان وبيديفير نقل آرثر المحتضر إلى كنيسة صغيرة قريبة من أجل تأمينه، لكن الضغط يكون أكبر من اللازم بالنسبة للوكان حيث تنفجر جروحه الخطيرة، وتراق أحشائه؛ مات متأثرا بجراحه قبل أن يعيد الملك إكسكاليبر إلى سيدة البحيرة ويبحر إلى أفالون. على الرغم من أن الفارس الذي يأمره آرثر بإلقاء السيف في البحيرة عادة ما يكون غريفليت في (كأس لانسلوت) أو بيديفير في (موت آرثر)، إلا أن أغنية الملك آرثر الإنجليزية التي تعود للقرن السادس عشر تنسب هذا الواجب إلى لوكان.
في الأعمال الحديثة، ظهرت شخصية اسمها لوكان في فيلم الملك آرثر عام 2004. يلعب دوره جوني برينان، وهو صبي صغير وجده وإعتنى به محارب آرثر داغونيت.

### ميليانت
ظهرت ميليانت في العديد من رومانسيات آرثر.
في كتابات كريتيان دي تروا وفولفرام فون اشنباخ، ميليانت دي ليس هو ملك ليس وأحد أعضاء المائدة المستديرة. جنبًا إلى جنب مع باجديماجوس وميليغانت، يعلن ميليانت الحرب على والده بالتبني المسمى تيبوت أو ليبوت بعد أن رفضته ابنة الأخير أوبي. يأسر جاوين، الذي يقاتل من أجل أوبيلوت أخت أوبي، ميليانت، الذي ينسجم ويتصالح بعد ذلك مع أوبي في الأسر. يروي الشاعر هاينريش فون ديم تورلين Heinrich von dem Türlin نسخة مختلفة من هذه القصة، حيث سميه فيرس فون أراميس، والذي يجبره جاوين أيضًا على الاستسلام لسيدة شابة هي أخت محبوبته (فلورسينيسفين). في كأس لانسلوت، يتزوج ميليانتL من عشيقة جاوين فلوري. في مهمة البحث عن الكأس المقدسة من سلسلة كأس لانسلوت، ينضم ميليانس دي دانيمارش إلى غالاهاد (الذي كان قد منحه لقب فارس سابقًا)، وبورس وبيرسيفال في قلعة كوربنيك في نهاية مهمة الكأس. عيّنه الملك آرثر كفارس من فرسان المائدة المستديرة، لكنه ينظم لاحقًا إلى لانسلوت في الحرب الأهلية. وكمكافأة على دعمه، بما في ذلك دوره في إنقاذ غوينيفير، يجعله لانسلوت واحدًا من أسياده بلقب إيرل (لقب) في مناطقه.
هناك أيضًا شخصيات آرثرية أخرى بهذا الاسم. على سبيل المثال، أحد الشخصيات باسم ميليانت (تُدعى برانو في قصص آرثر الإيطالية) هي من أقارب ابنة الملك فارامون بيليدي، تتهم تريستان كذباً بالاغتصاب في تريستان في النثر. في كأس لانسلوت، يتخذ كارادوس زوجة ميليانس لو جاي كعشيقه له. Meliant ميليانت آخر من السلسلة هو سلف جاوين (وهو نفسه من نسل بيتر، أحد الأتباع المسيحيين الأوائل ليوسف الرامي). في رواية بيرلسفاوس، ميليانت هو لورد عدو لآرثر، متحالف مع الخائن كاي؛ قُتل على يد لانسلوت الذي سبق له أن قتل أيضًا والده الشرير.

### مورهولت
مورهولت هو محارب أيرلندي يطالب بالجزية من الملك مارك من كورنوال حتى يتم قتله على يد تريستان (ابن شقيق مارك والمدافع عنه). في العديد من إصدارات الأسطورة، يُستهل اسم مورهولت بأداة التعريف أي The Morholt كما لو كان رتبة أو لقبًا، لكن العلماء لم يجدوا سببًا لذلك.
يظهر في جميع نسخ أسطورة تريستان وإيزولت تقريبًا، بدءًا من الأعمال الشعرية لتوماس البريطاني وبيرول. في الالأعمال المبكرة، مورهولت هو شقيق ملكة أيرلندا وعم حبيبة تريستان المستقبلية إيزولت (تم تسمية كل من الأم وابنتها إيزولت). يأتي إلى كورنوال ليجمع الجزية المستحقة لبلده، لكن تريستان يحاربه في جزيرة سانت سامسون البعيدة من أجل تحرير شعبه من الديون. أصاب تريستان مورهولت بجروح قاتلة، تاركًا قطعة من سيفه في جمجمة الأيرلندي، لكن مورهولت طعنه بحربة مسمومة وهرب إلى أيرلندا ليموت. يسافر تريستان المصاب في النهاية إلى أيرلندا متخفيًا لتلقي العلاج من إيزولت الصغرى، ولكن يتم اكتشافه عندما تكتشف الملكة أن القطعة المعدنية الموجودة في رأس شقيقها تتناسب تمامًا مع شق في شفرة تريستان.
وسّع مؤلفو الروايات الرومانسية اللاحقة دور مورهولت؛ في أعمال مثل تريستان في النثر، وما بعد فولجييت، وموت آرثر لتوماس مالوري، كان فارس من فرسان المائدة المستديرة قبل مواجهته المصيرية مع تريستان. تضيف روايات النثر الكثير من التفاصيل إلى مسيرة مورهولت؛ تسجل كل من قصة ما بعد فولغيت ومالوري مغامراته مع الشاب جاوين وييفين في وقت مبكر من عهد الملك آرثر. في الإصدارات اللاحقة، يأخذ تريستان مكان مورهولت في المائدة المستديرة عندما ينضم إلى المجموعة بنفسه.

### برياموس
برياموس هو حليف روماني للإمبراطور لوسيوس في موت آرثر. يَدعّي أنه من نسل الإسكندر الإفريقي ويهوذا المكابي. عند لقائه جاوين في قصة الملك آرثر والإمبراطور لوسيوس، يخون لوسيوس لينضم إلى الملك آرثر.

### سافير
سفير هو الابن الأصغر للملك المسلم اسكلابور في أسطورة آرثر. كان فارسًا شجاعًا ومخلصًا، وكان شخصية رومانسية شهيرة، ظهر في ترستيان في النثر وموت آرثر، وكان اسمه مدرجًا في مائدة وينشستر المستديرة Winchester Round Table. كما ينتمي اثنان من إخوته، سيجواريدس وبالامديس، أيضًا إلى المائدة المستديرة.
يظهر سافير في العديد من أعمال الأدب الآرثري، وعادة ما يكون بجانب شقيقه بالامديس. وعلى الرغم من كونه أخًا أصغر، إلا أن سافير اعتنق المسيحية في وقت ما قبل بالامديس. في إحدى القصص، يتنكر سافير بهيئة إيكتور دي ماريس ويقاتل مع هيليور لو بريوز ويهزمه ويفوز بسيدة اسبينوجريس. متعهدًا بالدفاع عن شرف السيدة، يصل بالامديس إلى مكان الحادث، ويتقاتل بالسيف مع سفير، غير مدرك أنه شقيقه. بعد القتال لمدة ساعة، أعجب كلاهما ببراعة ومهارة الآخر، وقررا السؤال عن هوية بعضهما. يصاب سافير بالذهول عندما يجد بأنه كان يقاتل أخيه ويطلب منه المغفرة؛ معا، يعيدان السيدة إلى اسبينوجريس. عندما تنكشف العلاقة بين لانسلوت وغوينيفير، ينضم سافير وبالامديس إلى جانب لانسلوت في الحرب الأهلية التي تلت ذلك بين لانسلوت والملك آرثر. عندما يتم نفيهم إلى موطن لانسلوت في بلاد الغال، يصبح سافير دوق لانغيدوك بينما يصبح بالامديس دوق بروفانس.

### سيغواريدس

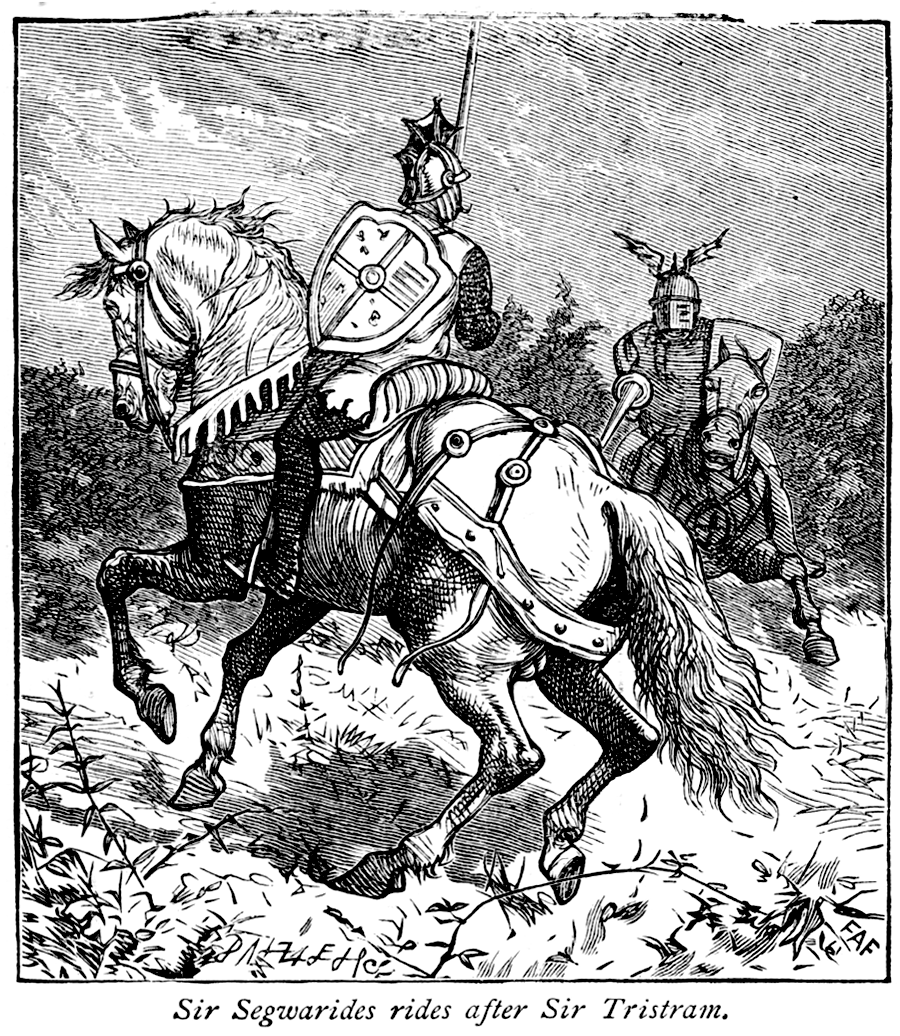
تريستان وسيغواردس (1912)

سيغواريدس هو تابع للملك مارك تم التخلص منه بواسطة تريستان في تريستان بورس وموت آرثر. يُدرج مالوري أيضًا فارسًا بهذا الاسم باعتباره ابنًا للملك المسلم إسكلابور، وكان إخوته بالامديس وسافير؛ يبدو أنه كان هناك في الأصل شخصيتان بهذا الاسم، لكن القصص التي يظهران فيها تفشل في التمييز بينهما.
في عمل مالوري، تربط تريستان علاقة قصيرة بزوجة سيغواريدس. يواجه سيغواريدس تريستان لاحقًا على جزيرة سيرفاج. يغفر سيغواريدس للفارس قائلاً إنه «لن يكره أبدًا فارسًا نبيلًا من أجل سيدة خفيفة» ويتعاون الفريقان لتجنب مخاطر الجزيرة. بعد ذلك بوقت قصير، جعل تريستان سيغواريدس سيدًا للعبيد. يُقتل سيغواريدس في النهاية وهو يحاول صد إنقاذ لانسلوت لغوينيفير من الإعدام.

### تور
يظهر تور بشكل متكرر في الأدب آرثر. ذكرنا سابقًا أن والد تور هو الملك آرس،  لكن سلسلة ما بعد فولغيت وموت آرثر لتوماس مالوري يذكران أن هذا الرجل هو والده بالتبني بينما والده البيلوجي هو الملك بيلينور.
في موت آرثر وسلسلة ما بعد فولغيت، يعتبر تور شقيق اغلوفال ولاموراك ودورنار وبيرسيفال وديندرين. ولد عندما يجبر بيلينور نوعًا ما والدته على النوم معه، تزوجت آرس بعد ذلك بوقت قصير؛ هنا آرس ليس ملكًا، بل راعي غنم. تمت تربية تور وإخوته غير الأشقاء الإثني عشر كرعاة أيضًا، لكن تور كان يحلم بأن يصبحَ فارسًا. أخيرًا أخذه والداه إلى بلاط الملك آرثر، وجعل آرثر الصبي أحد فرسانه الأوائل. في وقت لاحق، يكشف مرلين عن نسب تور الحقيقي، ويأخذ بيلينور ابنه؛ ولا يبدو أن آرس أو زوجته قد إستاءا. يبلي تور حسنًا في حفل زفاف آرثر وغوينيفير عندما يبدأ مهمة لاستعادة كلب صيد أبيض غامض وصل إلى البلاط. وفقًا لمالوري، كان تور وشقيقه أغلوفال من بين الفرسان المتهمين بالدفاع عن إعدام غوينيفير وكلاهما مات عندما قام لانسلوت وأتباعه بإنقاذ الملكة.

### ييفين اللقيط
ييفين اللقيط هو ابن الملك أوريان من غور. غالبًا ما يتم الخلط بينه وبين أخيه غير الشقيق ييفين، الذي سمي باسمه؛ في حين أن ييفين الأكبر سنًا هو الطفل الشرعي لأوريان من زوجته مورغان لي فاي، فإن ييفين اللقيط كان قد أُنجب من قبل أوران من زوجة خادمه. يُصنفه كتاب موت آرثر إلى شخصيتين: اوين الآخر Uwaine les Avoutresابن أوريان، وأوين المغامر Uwaine les Adventurous فارس غير مرتبط بهم.
يتم عرض ييفين بشكل متكرر في قصة آرثر الرومانسية كمحارب قدير وعاقل. كانت وفاته على يد ابن عمه جاوين أثناء البحث عن الكأس المقدسة. يلتقي الاثنان، متنكرين بدروعهما، ويقرران المبارزة، حيث يصاب ييفين بجروح قاتلة؛ لم يدرك جاوين أنه قاتل وقتل ابن عمه حتى يصطحبه إلى دير لأداء أخر طقوسه.

## معرض صور شعارات الفرسان
| [[شعار الفارس أغلوفال دي غاليس]] | [[شعار الفارس إيليان الأبيض]] | [[شعار الفارس إريك]] | [[شعار الفارس إسكلبر]] | [[شعار الفارس غريفليت]] | [[شعار الفارس هيكتور دي ماريس]] | [[شعار الفارس لوكان]] | [[شعار الفارس ميليانت]] | [[شعار الفارس سيغواريدس]] | [[شعار الفارس تور]] | [[شعار الفارس ييفين اللقيط]] |

## فرسان الملكة والموائد الصغيرة

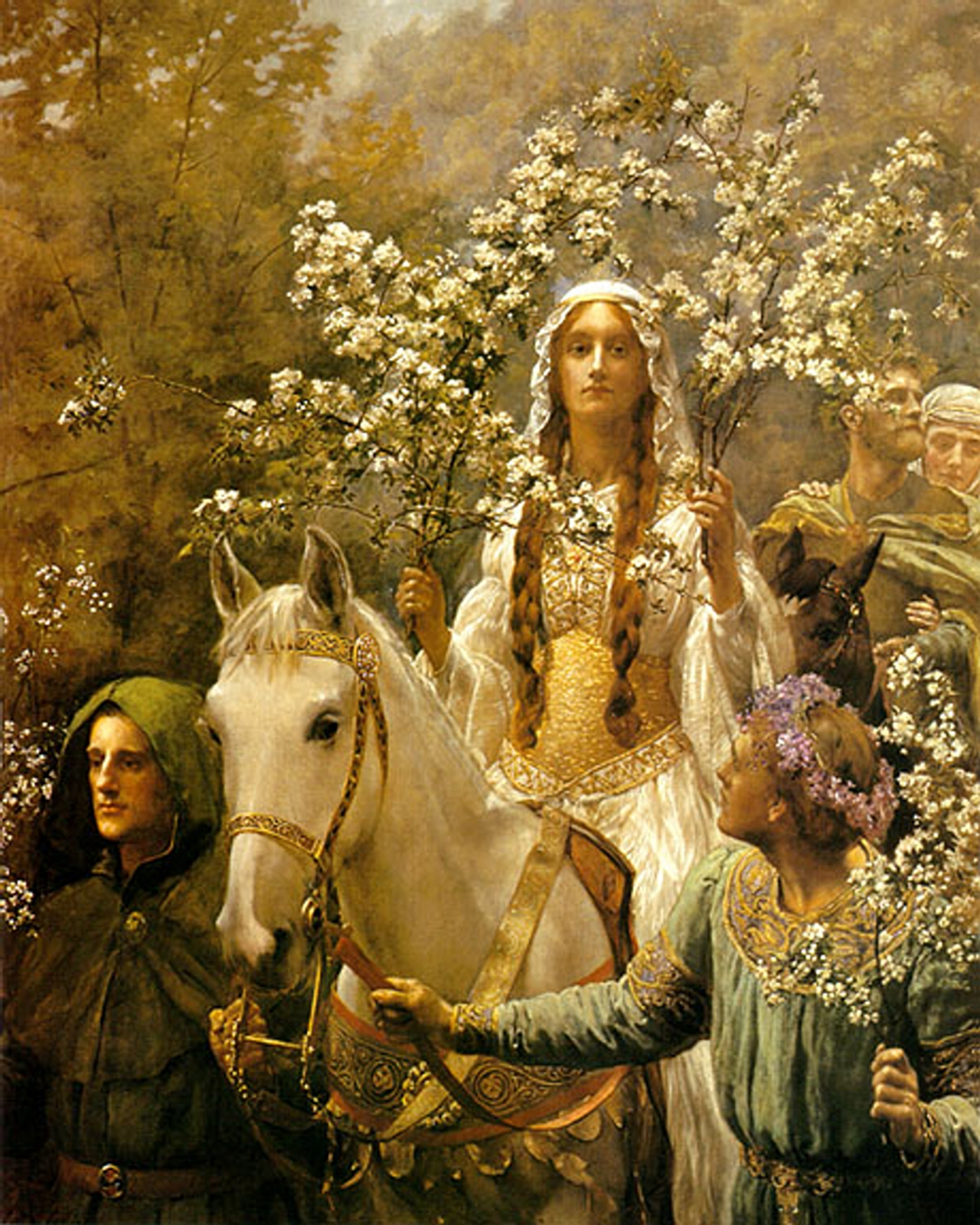
مشهد لغوينيفير من موت آرثر مع بعض فرسانها غير المسلحين قبل أن يتعرضوا لكمين من قبل ماليغانت، كما صورت في Queen Guinevere Maying بواسطة جون كولير

فرسان الملكة (Chevaliers de la Roine) هم الفرسان الذين يخدمون زوجة الملك آرثر الملكة غوينيفير في الحكايات الفرنسية القديمة. وهم معروفين أيضًا في النصوص الفرنسية مثل «فرسان الملكة غوينيفير» (Chevaliers de la Roine Guenievre، وهي الصيغة المستخدمة في كأس لانسلوت) ) و«الفرسان الباسلين للملكة غوينيفير» (Chevalier vaillant de la Roine Gueneure ). في قصص موت آرثر المكتوبة باللغة الإنجليزية الوسطى، استخدم المؤلف توماس مالوري نموذج «فرسان الملكة Queen's Knights» البسيط ووصفهم أيضًا بأنهم «من رجال السلاح». يحمل أعضاء هذه المجموعة دروعًا بيضاء فقط، وغالبًا ما يرافقون الملكة وينخرطون في منافسات ضد فرسان المائدة المستديرة الأكثر خبرة. الأبطال جاوين ولانسلوت كانوا أيضًا من بين أولئك الذين خدموا في البداية كفرسان الملكة في شبابهم بعد أن حصلوا على لقب فارس من قبل آرثر، قبل أن يفوزوا بما يكفي من الشرف ليتم ترقيتهم لملء مقاعد المائدة المستديرة عند حدوث شاغر. في نسخة مالوري، أنقذ لانسلوت لاحقًا جيلًا جديدًا منهم عندما تم أسرهم مع غوينيفير من قبل الشرير ماليغانت.
تضم سلسلة ما بعد فولجيت على أمرين آخرين لموضوع لمائدة المستديرة داخل بلاط آرثر. أولها هي مائدة الرفاق الهائمين (Errant Companions)، وهو مخصص للفرسان الضالين الذين يسعون بنشاط وراء المغامرات بينما يسعون أيضًا للترقية للمائدة المستديرة. والثاني ما يسمى «بشكل مخزي» مائدة الفرسان الأقل قيمة (Tables des Chevaliers Moins Prisiés)، وأعضاؤها (الذين شملوا في الأصل بيرسيفال )، كما يشير الاسم، أقل مرتبة ومكانة.

## المائدة المستديرة في العصر الحديث
والمائدة المستديرة في المجال السياسي عبارة عن تعبير اصطلاحي يعني المفاوضات التي تجري بين الأطراف المعنيّة على مستوى متكافئ، أي دون أن يكون لأحد الأطراف ما يميّزه عن غيره ويبرز هذا المعنى بصفة خاصة في حالة إجراء مباحثات بين دولة كبرى وصغرى أو بين دولة حامية ومحمية أو مع دولة تمثّلها عدة أحزاب وطنية متصارعة.
- من أمثلة مفاوضات المائدة المستديرة، المؤتمر الذي عُقد في لندن خلال شهر أكتوبر 1930 برئاسة ماكدونالد رئيس الوزراء، واشترك فيه ممثلو الأحزاب والطوائف الهندية لبحث مستقبل الهند، ثم مؤتمر المائدة المستديرة الثاني الذي عُقد كذلك بلندن في خريف عام 1931 واشترك فيه غاندي كما اشترك فيه محمد علي جناح، وأصرّ على أن يتضمّن الدستور المقترح حقوق المسلمين كافة، ومن أمثلة مفاوضات المائدة المستديرة، المؤتمر الذي عُقد بلاهاي «أغسطس ـ نوفمبر 1949» بين الحكومة الهولندية والوطنيين الإندونيسيين واشترك فيه كلّ من سوكارنو وانتهى بإعلان استقلال اندونيسيا، ومن ذلك مؤتمر الدائرة المستديرة الذي عُقد في بروكسل عام 1960 بين الحكومة البلجيكية وزعماء الكونغو، والنتهى باستقلال جمهورية الكونغو كينشاسا.
- ويمكن وصف المائدة المستديرة بالشكل التالي: مجموعة صغيرة عادة ما يكون لديها خلفية عن الموضوع تجتمع ليقدم كل منهم وجهة نظره للآخرين تباعا بعد ذلك تناقش وجهات النظر هذه.

والهدف منها: بداية لمناقشة مرتبة مصادرها خبرات المجموعة.

## أسلوب المائدة المستديرة
أما الأسلوب الفني للمائدة المستديرة فيمكن إجماله على الشكل التالي:
تجلس المجموعة حول مائدة بحيث يمكن لأعضاء المجموعة رؤية بعضهم البعض ويقوم قائد المناقشة بشرح الموضوع..
يشبه هذا الأسلوب في بعض الطرق التنشيط الفكري فيما عدا أنه يتعامل مع موضوعات أكثر صعوبة وتعقيدا أنها تسمح لكل شخص أن يعبر عن نفسه – كما أنها تمنح المشاركين الذين لا يتسع وقتهم الوقت الكافي لكي يفكروا ويسجلوا ملاحظاتهم ..وتضع كل المشاركين في نفس المستوى الفكري عند بداية المناقشة وتوضح الخبرة العملية أنها تمد المناقشة بالمعلومات الضرورية لها.
وكان للطاولة المستديرة اهتمام أيضا من قبل الحركة البيوريتانية (النقاء الديني) ردا على الإباحية التي انتشرت في اعقاب الثورة الفرنسية والتي كانت تحرم الجلوس إلى وليمة على مائدة ارجلها غير مغطاة لانها تذكر بسيقان المراة.. وكان ذلك في القرن التاسع عشر..
واضافة إلى الطاولة حرمة الجلوس على الكرسي بالنسبة للمراة لان الكرسي ذكر كما افتت بذلك إحدى الداعيات السوريات في القرن الواحد والعشرين..
و المائدة المستديرة ليست اختراعا إنكليزيا بل هي في الحقيقة اختراع عراقي بامتياز يعود إلى زمن جلجامش حين أنشأ مجلس حكماء لإدارة شؤون مملكته لتتساوى الرؤوس الجالسة إلى المائدة وتتفاوت الاراء والأفكار..
وهذه المائدة كثيرا مانراها في اجتماعات القمم العربية تحسبا لزعل قد يبدر من سيادة رئيس أو فخامة ملك أو سمو أمير حيث تكون دائرية رغم وجود رئيس دوري للقمة تبعا لدولة الانعقاد..
وقد أصبحت المائدة المستديرة رمزا للثقافة السياسية في أوقات الأزمات في المجتمعات التي تتعدد فيها الرؤوس والرئاسات..

## مقالات ذات صلة
- آبريستويث
- مرلين
- بروتوس الطروادي
- طاولة مستديرة
- المجهول الجميل
- لانسلوت
- الكأس المقدسة
- توماس مالوري
- موت آرثر
- كأس لانسلوت
- تريستان في النثر

## روابط خارجية
- EBK: The Knights of the Round Table